# Cicrina
Cicrina är en ort i Bosnien och Hercegovina.   Den ligger i entiteten Federationen Bosnien och Hercegovina, i den södra delen av landet, 120 km söder om huvudstaden Sarajevo. Cicrina ligger 490 meter över havet och antalet invånare är 123.
Terrängen runt Cicrina är huvudsakligen kuperad, men söderut är den bergig. Runt Cicrina är det ganska tätbefolkat, med 93 invånare per kvadratkilometer.. Närmaste större samhälle är Ljubinje, 18,3 km nordost om Cicrina. 
Omgivningarna runt Cicrina är en mosaik av jordbruksmark och naturlig växtlighet.